# 福原康太
福原 康太（ふくはら こうた、1983年3月23日 - ）は、福岡県 北九州市八幡西区出身の元サッカー選手。中国サッカーリーグFCバレイン下関代表。現役時代のポジションは、フォワード(FW)。レノファ山口FC在籍時の活躍から「ミスターレノファ」 と呼ばれている。

## 来歴
高校時代は、宗像市の東海大学付属第五高等学校（現・東海大学付属福岡高等学校）で全国高等学校総合体育大会に2回出場。
高校卒業時に、大宮アルディージャの練習生 になるも結果が出せず、アトラス（アルゼンチン）→FCセントラル中国（デッツォーラ島根E.C）を経て2008年からレノファ山口FCに加入。レノファ山口の日本フットボールリーグ(JFL)昇格に貢献した。
2014年シーズン途中にFCバレイン下関に期限付き移籍。2015年からはFCバレイン下関に完全移籍。2017年には監督兼GMとなり、県リーグ1部で3年連続優勝。中国地域県リーグ決勝大会を勝ち抜いての、2019年からの中国サッカーリーグ昇格に貢献した。2019年から監督を勇退し代表に就任。2020年はGM兼監督にも復帰し、山口県サッカー選手権大会初優勝を果たし下関市のチームでは東亜大学が出場した1996年以来でチーム念願の天皇杯 JFA 全日本サッカー選手権大会出場へ導く。2021年は全国地域サッカーチャンピオンズリーグ2021出場を果たすも予選敗退。
2022年からは監督に横浜FCシーガルズからサンフレッチェ広島F.Cや横浜FCで活躍した八田康介氏を招聘し、代表職に専念する。

## エピソード
レノファ山口がJ3に昇格した2015年シーズン、当時の石原正康GMやサポーターにとって「10番といえば福原」だったために他に10番を付ける選手は無く空席の1年となった。